# Eaton (Nou Hampshire)
Eaton és una població dels Estats Units a l'estat de Nou Hampshire. Segons el cens del 2000 tenia 375 habitants.

## Demografia
Segons el cens del 2000, Eaton tenia 375 habitants, 157 habitatges, i 111 famílies. La densitat de població era de 5,9 habitants per km².
Dels 157 habitatges en un 29,9% hi vivien nens de menys de 18 anys, en un 61,1% hi vivien parelles casades, en un 7,6% dones solteres, i en un 28,7% no eren unitats familiars. En el 23,6% dels habitatges hi vivien persones soles el 7% de les quals corresponia a persones de 65 anys o més que vivien soles. El nombre mitjà de persones vivint en cada habitatge era de 2,38 i el nombre mitjà de persones que vivien en cada família era de 2,85.
Per edats la població es repartia de la següent manera: un 23,5% tenia menys de 18 anys, un 4% entre 18 i 24, un 21,6% entre 25 i 44, un 38,9% de 45 a 60 i un 12% 65 anys o més.
L'edat mediana era de 45 anys. Per cada 100 dones de 18 o més anys hi havia 92,6 homes.
La renda mediana per habitatge era de 46.429$ i la renda mediana per família de 53.750$. Els homes tenien una renda mediana de 31.458$ mentre que les dones 23.750$. La renda per capita de la població era de 21.122$. Entorn del 3,6% de les famílies i el 7,2% de la població estaven per davall del llindar de pobresa.